# 局所麻酔

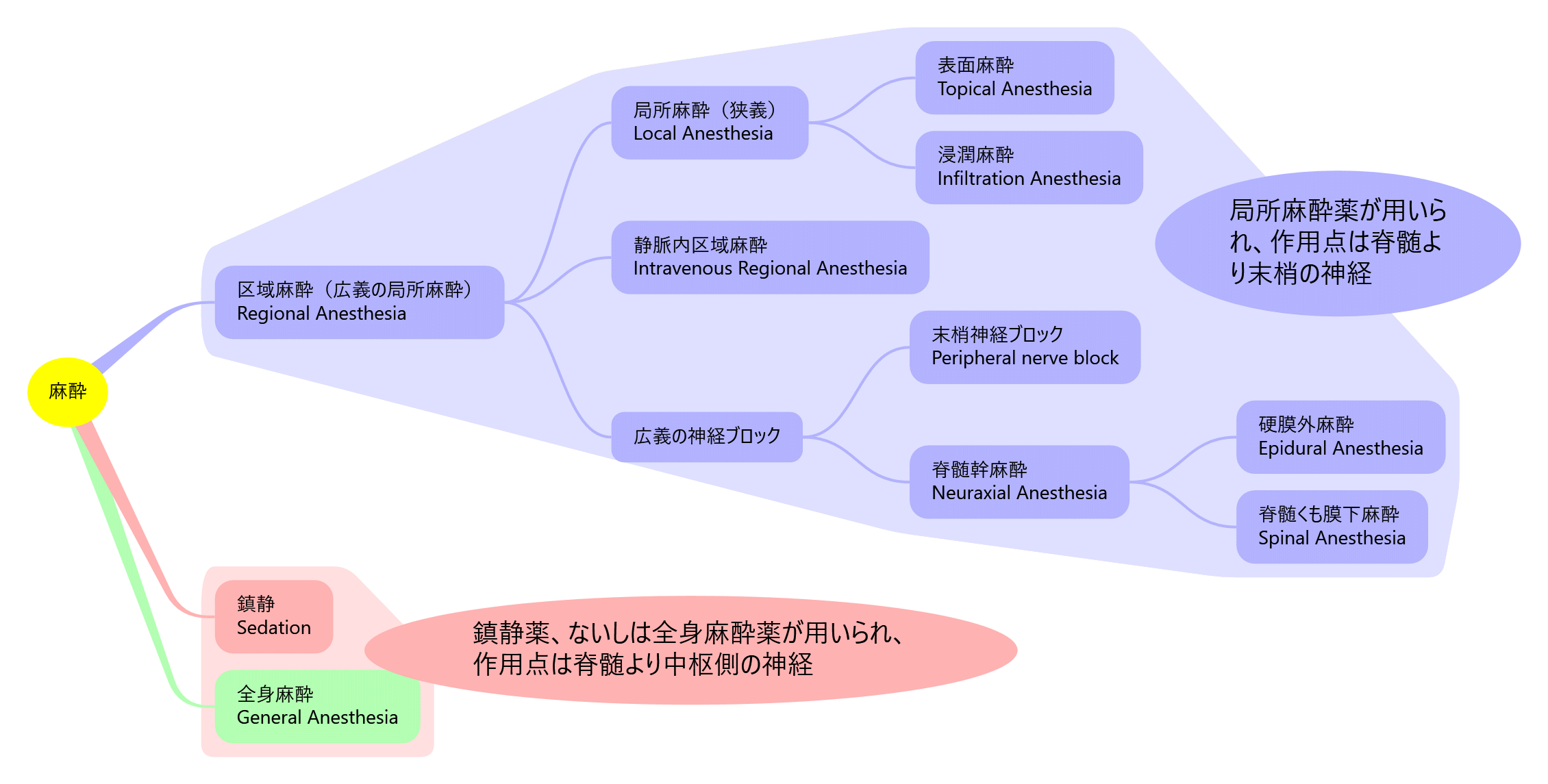
麻酔法の分類。局所麻酔薬と全身麻酔薬は作用点が異なる。

局所麻酔（きょくしょますい、英: Local anesthesia、独: Lokalanästhesie）とは、身体の特定部位の感覚を消失させる技術であり、一般に局所鎮痛、すなわち痛みに対する局所的な感受性消失を誘発することを目的とする。しかし、その他の感覚も影響を受ける可能性がある。これにより、患者は苦痛を軽減した状態で手術や歯科治療を受けることができる。帝王切開など多くの状況において、全身麻酔よりも安全であり、したがって優れている。意識消失を伴わずに、麻酔薬が作用している部位のみを除痛する麻酔の方法である。
狭義の局所麻酔は、表面麻酔と浸潤麻酔（後述）のことを指す。これに対して、意識消失を伴う麻酔は全身麻酔という。局所麻酔は、主に、侵襲性の低い手術や簡単な縫合などの救急処置などの際に行われる。局所麻酔を行うための麻酔薬を総称して局所麻酔薬というものの、局所麻酔薬は、局所麻酔の目的だけではなく、手術時の全身麻酔薬と併用することにより、手術後の鎮痛目的にも用いられる。局所麻酔は「局部麻酔」や「部分麻酔」と表記されることも多いが、「麻酔科学用語集」にも、日本医学会医学用語辞典にも記載はない。略称の局麻が臨床において用いられることはある。

広義の局所麻酔には、神経ブロック（Nerve block、または伝達麻酔（Conduction anesthesia）が含まれる。神経ブロックは、局所麻酔薬の注入部位を神経叢などの太い神経周囲とすることにより、足や腕など、より大きな部分の麻酔を可能とするものである。神経ブロックの概念には、硬膜外麻酔や脊髄くも膜下麻酔を含む脊髄幹ブロックが含まれることがある。これらを総称して、区域麻酔（英: regional anesthesia or regional block）と呼ぶ。実際には、局所麻酔、区域麻酔、伝達麻酔という用語はしばしば互いに混同して使用される。
局所麻酔という用語は、歴史的および薬理学的な理由から区域麻酔よりも望ましいという説がある。しかし、分類の命名法は統一されておらず、表面麻酔と浸潤麻酔のみが局所麻酔という用語でまとめられ、区域麻酔は別に記載されることもある。
局所麻酔には、処置の最中に発生した何かしらの身体の変化に患者自身が気付くこと、全身麻酔薬が作用した場合には時に失われる自発呼吸も保たれること、意識消失に使用する全身麻酔薬が使用しづらい状況でも手術を行うことが可能（妊娠中の患者など）などの利点がある。
しかし、局所麻酔によって除痛ができていても、身体に侵襲が加わっている点に変わりはない。また、術中に患者にとって不利益な精神症状が出てくる可能性は否定できない。そのため状況に応じて鎮静が必要とされる場合もある。

## 目的
局所麻酔薬は、可逆的な局所麻酔と侵害受容の消失を引き起こす薬剤である。特定の神経経路に使用すると（神経ブロック）、鎮痛（痛覚の消失）や麻痺（筋力の消失）などの効果が得られる。臨床用局所麻酔薬は、アミド型局所麻酔薬とエステル型局所麻酔薬の2種類に分類される。合成局所麻酔薬はコカインと化学構造的に類似している。コカインとの主な違いは、乱用の可能性がないこと、交感神経アドレナリン系に作用しないこと、すなわち高血圧や局所血管収縮を起こしにくいことである。他の麻酔と異なり、局所麻酔は意識を失わないため、短時間の外科処置に使用することができる。ただし、医師は処置を行う前に、無菌環境を整えておく必要がある。
局所麻酔の第一の目的は、神経（求心性神経繊維）の痛みを伝える機能を遮断（ブロック）して痛みをなくすことである。ある種のA線維の機能を遮断することで、感覚（触覚と振動覚、これも求心性線維）を消失させる。運動（遠心性）神経線維もブロックされることがあり、支配領域の筋肉は能動的に動かすことは不可能となる。
外傷や疾患により、神経構造（三叉神経など）が損傷すると、神経障害性疼痛が生じる。局所麻酔が、このような状況での治療手段として行われることがある。このために使用される製剤は、血管収縮剤（アドレナリンなど）を含まないものでなければならない。患者によっては、麻酔の持続時間をはるかに超える鎮痛効果が得られ、上手くいけば症状が完全に消失する。

## 分類
局所麻酔薬は、末梢神経終末と中枢神経系との間のほぼすべての神経を遮断することができる。最も末梢的な手法は、皮膚または他の体表への局所麻酔である。大小の末梢神経を個別に麻酔する方法（末梢神経ブロック）と、解剖学的な神経束を麻酔する方法（神経叢麻酔）がある。脊髄くも膜下麻酔と硬膜外麻酔は、中枢神経系に近い部位で行われる。
局所麻酔薬の注入はしばしば痛みを伴う。この痛みを軽減するために、重炭酸塩による溶液の緩衝化や加温など、多くの方法を用いることができる。
局所麻酔は局所麻酔薬の適用部位により、次のように分類される。

### 表面麻酔
局所麻酔薬を体の表面に塗布し、拡散によって敏感な自由神経終末に到達させる。スプレー、溶液、クリームを皮膚または粘膜に塗布するもので、効果は短時間で、接触した部位に限られる。典型的な適応は角膜や粘膜の麻酔で、局所麻酔薬はこれらの組織に浸透しやすいからである。皮膚の表面麻酔は、高濃度の局所麻酔薬や特殊なクリーム（EMLAクリーム（リドカイン/プリロカイン混合物））やイオントフォレーシスを用いて、ごく限られた範囲でのみ可能である。眼科、耳鼻科、泌尿器科、歯科の手術や気管支鏡、食道鏡による検査時に行う麻酔で、粘膜にリドカインを噴射、塗布する。

### 浸潤麻酔
浸潤麻酔は、麻酔をかけたい組織に局所麻酔薬を浸潤させるもので、表面麻酔と浸潤麻酔をあわせて（狭義の）局所麻酔という。浸潤麻酔では、局所麻酔薬を手術部位の組織に直接注入する。その効果は、敏感な自由神経終末と末端神経路の遮断に基づく。しかし、浸潤麻酔は手術する組織の性質も変化させるため、比較的大量の局所麻酔薬が必要となる。他に、意識下に太めの末梢ラインや中心静脈ラインを確保する際や、硬膜外麻酔や脊椎麻酔で硬膜外針や脊椎針の刺入前に細めの注射針で痛覚を取る際や、小さな部位の切開・縫合手術などに用いる。麻酔薬としてはリドカイン、メピバカイン、プロカインを用いる。

#### 浸潤麻酔のバリエーション
膨潤麻酔（Tumescent anesthesia）は、局所麻酔薬を大量の溶媒で希釈して皮下脂肪組織に導入し、広い範囲に行き渡らせる特殊な方法である。主に美容外科の脂肪吸引で用いられるが、批判的な評価もある。
フィールドブロック（周囲浸潤麻酔）は、麻酔をかけたい部位を局所麻酔の壁で取り囲むように局所麻酔薬を皮下注射するものである。
経切開（または経創）カテーテル麻酔では、切開または創傷から挿入した多孔カテーテルを、切開または創傷を閉じる際に内側から横に並べて、切開または創傷に沿って局所麻酔薬を持続的に投与する。

#### 靭帯内浸潤
靭帯内浸潤は、歯根膜注入または靭帯内注入（ILI）としても知られ、「補助的な注入の中で最も普遍的なもの」として知られている。ILIは通常、下歯槽神経ブロックの技術が不十分であるか、効果がない場合に実施される。ILIは以下の目的で行われる。
1. 単歯の麻酔
2. 麻酔薬量低減
3. 全身麻酔禁忌
4. 全身的な健康問題の存在[21]

歯科患者はより少ない軟組織麻酔を好み、歯科医師はルーチンの修復処置のための従来の下歯槽神経ブロック（INAB）の投与を減らすことを目的としているため、ILIの利用は増加すると予想される。
注入方法: 歯根膜腔は海綿状歯槽骨へのアクセスルートを提供し、麻酔薬は口腔内骨組織の自然な穿孔を介して歯髄神経に到達する。
INABに対するILIの利点：迅速な効果発現（30秒以内）、局所麻酔薬の投与必要量が少ない（0.2-1.0mL）、しびれの範囲が限定的、神経障害、血腫、牙関緊急／顎捻挫などの内在的リスクが低い、自傷的歯周組織損傷、および心血管系の障害が減少する。 下顎への二次または補助麻酔としての使用は、90％以上の高い成功率が報告されている。
欠点: 一時的な歯周組織損傷のリスク、リスクの高い集団に対する感染や心内膜炎の可能性、麻酔の成功には適切な圧力と正しい針の配置が不可欠、歯髄麻酔の持続時間が短いため、長い持続時間を必要とするいくつかの修復処置に対してはILIの使用が制限される、術後の違和感、エナメル質の低形成や欠損などの未発達歯への傷害など。

##### 手技の詳細
- 歯肉組織の治癒を助けるために、手術前にすべてのプラークと歯石を除去することが望ましい。
- 注入前に、0.2％クロルヘキシジン溶液で歯肉溝を消毒する[35]。
- ILI投与の前に軟組織麻酔の投与が推奨される。これは、患者の快適性を高めるのに役立つ。
- 針のゲージは、通常、27ゲージの短針または30ゲージの超短針が使用される[36]。
- 針は、単根歯の場合は中根または遠位根の長軸に沿って30度の角度で、多根歯の場合は中根および遠位根に挿入される。歯根にベベルの向けると、針の先端への前進を容易にする[37]。
- 針が根と顎骨の間に到達すると、大きな抵抗が生じる。
- 麻酔薬の注入は、1根または1部位あたり0.2mLで、20秒以上かけて行うことが推奨される。
- 麻酔を成功させるためには、麻酔薬を加圧して投与する必要がある。また、溝から口腔内に麻酔薬が漏れないようにする必要がある。
- 溶液を完全に沈着させるために、最低でも10-15秒間針を抜く。これは、麻酔薬の投与による圧力がかかるため、他の注射よりも時間がかかることがある。
- 組織の白化が観察され、血管収縮剤が使用されている場合は、より顕著になることがある。これは、組織への血流が一時的に阻害されることによって起こる[37]。

##### 注射器
- 標準的な注射器を使用することができる。
- 靭帯内注射器は、トリガー把持装置またはクリック装置を使用してギアまたはレバーを採用することにより、機械的な利点を提供し、制御を向上させ、より容易に薬剤を沈着させるために麻酔薬カートリッジのゴム栓を押し進める力を増大させることにつながる。
- C-CLAD（コンピューター制御の局所麻酔薬供給装置）を使用することもできる。コンピューターマイクロプロセッサを使用することで、流体力学的に麻酔薬注入を制御することができる。これにより、主観的な流量や圧力のばらつきを最小限に抑えることができる。これにより、骨または沈着の標的領域への溶液の流体力学的拡散が強化され[38][39]、組織損傷の増加なしにILI中に大量の麻酔溶液を送達することが可能になる[40][41][42]。

##### 注意点
- ILIは、活動性の歯周病の炎症がある患者には推奨されない。
- 5mm以上の歯根膜の喪失がある歯牙部位には、ILIを実施すべきではない。

### 区域麻酔
末梢神経幹の伝達麻酔（末梢神経ブロック）または脊髄に近い神経根の伝達麻酔（脊髄くも膜下麻酔や硬膜外麻酔などの脊髄に近い局所麻酔）を区域麻酔と呼ぶ。また、静脈内区域麻酔もあり、これは局所麻酔薬を腕（または脚）の駆血後の静脈に注射し、そこから神経管や神経終末に拡散させることで、当該四肢の麻酔を可能にするものである

#### 神経ブロック
末梢神経束の周辺に局所麻酔薬を注入して、疼痛刺激の神経伝達をブロックする方法である。ペインクリニックや周術期の鎮痛目的で行われる。麻酔薬としては、リドカイン、メピバカイン、ロピバカインを用いることが多い。手術を行う目的部位の知覚を支配する神経を同定してブロックを行うことで、部位を限局した痛覚鈍麻が得られる。
特に上肢の知覚を支配する腕神経叢に対してブロックを行う腕神経叢ブロックは広く行われており、侵襲の程度が大きくなければ、全身麻酔を行わず、腕神経叢ブロック単独で上肢の手術を行うことも可能である。
解剖学上の神経走行を捉えるランドマーク法に端を発し、登場した当時は確実性にやや乏しい点もあった。その後、神経を微弱な電流で刺激して筋収縮を確認する方法で、神経局在を把握して行う神経電気刺激法が発達したために普及した。さらに近年は超音波検査装置を利用し神経を同定する、超音波ガイド下神経ブロックが行われるようになった。 硬膜外麻酔、脊椎麻酔が利用できない症例（適応外症例：血液の凝固機能の異常がある、もしくは抗凝固薬・抗血小板薬を使用中もしくは使用予定）に対しても活用することが出来、周術期における疼痛管理として麻酔科学領域におけるトピックになっている。

#### 脊椎麻酔（脊髄くも膜下麻酔）
局所麻酔薬をくも膜下腔に投与する方法で行う麻酔である。麻酔薬としては、プロカイン、テトラカイン、リドカイン、ジブカイン、ブピバカインが用いられてきた。日本では他の製剤が次々と販売終了となったことから、ほぼ、ブピバカインしか選択肢がない。主に下腹部や下肢の手術に用いられる。
硬膜外麻酔との比較として少量の麻酔薬で効果が現れ、手技的にも容易であるという点が挙げられる。しかし硬膜外麻酔と比べて麻酔可能部位が制限されること（臍上部周辺の手術が限界であり、上腹部-胸部の手術は困難）、持続的投与ができないなどの欠点がある。

#### 硬膜外麻酔
局所麻酔薬を硬膜外腔に投与する方法で行う麻酔である。エピ（epi）あるいはエピドラ（epidural）と略される場合もある。麻酔薬としてはリドカイン、メピバカイン、ブピバカイン、ロピバカイン、レボブピバカインなどが用いられる。
硬膜外腔への穿刺部位を変えることで目的とする区域のみに限定して除痛を行うことが可能なため、脊髄くも膜下麻酔では困難な胸部や上腹部の手術にも用いることができる。さらに注入カテーテルを硬膜外腔に留置して局所麻酔薬を追加することによって、より長時間除痛を行うことも可能で、胸部・腹部・下肢手術が可能である。
硬膜外麻酔は全身麻酔と併用することで全身麻酔に必要な鎮痛薬の使用量を減ずることも可能である。欠点としては、手技的にやや難しいこと、脊髄くも膜下麻酔に比べて多くの局所麻酔薬が必要となるので局所麻酔薬中毒がやや起こりやすいことが挙げられる。

## 適応

### 急性痛
急性痛は、外傷、手術、感染症、血行障害など、組織が傷害を受けた際に発生することがある。医療現場では、その生理的警告機能が不要になった時点で痛みを緩和することが望まれる。患者の快適さを向上させるだけでなく、疼痛療法は未治療の疼痛がもたらす有害な生理的転帰を軽減することができる。
急性の痛みは、しばしば鎮痛剤を用いて管理することができる。しかし、優れた痛みの制御と少ない副作用のために、伝達麻酔（conduction anesthesia）が望ましい場合がある。疼痛治療の目的で、局所麻酔薬はしばしばカテーテルを介した反復注射または持続注入によって投与される。また、相乗的な鎮痛作用のためにオピオイドなどの他の薬剤と併用されることも多い。低用量の局所麻酔薬で十分なので、筋力低下が起こらず、患者の移動が可能である。
急性痛に対する伝達麻酔の典型的な使用例としては、以下のものがある。
- 陣痛（硬膜外麻酔、陰部神経ブロック）
- 術後疼痛（末梢神経ブロック、硬膜外麻酔）
- 外傷（末梢神経ブロック、静脈内局所麻酔、硬膜外麻酔）

### 慢性疼痛
慢性疼痛は、複雑かつ深刻な病態であるため、ペインクリニックの専門家による診断と治療が必要である。局所麻酔は、慢性疼痛を緩和するために、通常、オピオイド、NSAIDs、抗けいれん剤などの薬物と組み合わせて、繰り返し、または長期間継続して適用することができる。簡単に行えるが、長期的な効果を示す証拠がないため、慢性疼痛疾患における局所麻酔ブロックの繰り返しは推奨されない。

### 手術
伝達麻酔を用いれば、身体の大半の部位に麻酔をかけることができる。しかし、一般に臨床的に使用されているのは、限られた数の技術のみである。患者の快適さと手術の容易さのために、伝達麻酔を全身麻酔または鎮静と併用することもある。しかし、多くの麻酔科医、外科医、患者、看護師は、主要な手術は全身麻酔よりも局所麻酔で行う方が安全であると考えている。伝達麻酔で行われる代表的な手術は以下の通りである。
- 歯科（詰め物、クラウン、根管などの修復手術時の表面麻酔、浸潤麻酔、または靭帯内麻酔[48]、抜歯、および抜歯や手術時の局所神経ブロック）。
- 足病学（英語版）（皮膚、爪剥離、母斑切除、外反母趾切除、ハンマートゥ修復[48]その他様々な足病学的処置）
- 眼科手術（英語版）（白内障手術や他の眼科処置中の表面麻酔薬による表面麻酔や球後麻酔（英語版）[48]）耳鼻咽喉科手術、頭頚部外科（浸潤麻酔、術野ブロック、または末梢神経ブロック、神経叢麻酔）
- 肩及び腕の手術（腕神経叢ブロックまたは静脈内局所麻酔）[49]
- 肺の手術（硬膜外麻酔併用全身麻酔）
- 腹部手術（英語版）（硬膜外麻酔／脊髄くも膜下麻酔、腹部手術の際に全身麻酔と併用することが多い[48]）
- 婦人科、産科、泌尿器科の手術（脊髄くも膜下麻酔／硬膜外麻酔）
- 骨盤、股関節、下肢の骨・関節手術（脊椎・硬膜外麻酔、末梢神経ブロック、静脈内局所麻酔など）
- 皮膚および末梢血管の手術（表面麻酔、周囲浸潤麻酔（field block）、末梢神経ブロック、または脊髄くも膜下・硬膜外麻酔）

### 診断検査
骨髄穿刺、腰椎穿刺（脊髄穿刺）、嚢胞などの吸引などの診断検査は、太い針を刺す前に局所麻酔薬を投与することで痛みを少なくすることができる。
ペースメーカーや植込み型除細動器などの埋込医療機器、化学療法の薬剤注入用ポート、血液透析用アクセスカテーテルなどの挿入時にも局所麻酔を使用する。
リドカイン/プリロカイン（EMLA）の形態の表面麻酔は、採血や留置針の痛みを減らすために最も一般的に使用されている。また、腹水ドレナージや羊水検査など、他の種類の穿刺にも適している場合がある。
また、気管支鏡検査（下気道の可視化）や膀胱鏡検査（膀胱内壁の可視化）などの内視鏡検査にも表面麻酔が有効である。

## 副作用
副作用は局所麻酔の方法や投与部位によって異なる。

### 局所的な副作用
局所麻酔の副作用として、舌、咽頭、喉頭の浮腫が生じることがある。これは、注射時の外傷、感染症、アレルギー反応、血腫、または低温殺菌液などの刺激性の溶液の注入など、さまざまな理由によって引き起こされる可能性がある。通常、注射した場所に組織の腫れが生じる。これは、静脈が穿刺され、血液が周囲の緩い組織に流れ込むためである。また、局所麻酔薬を注入した部分の組織が白くなることもよくある。これは、その部分の動脈の血管収縮により血流が妨げられるため、その部分が白く見えるようになるのである。血管収縮の刺激は徐々に消え、その後、2時間以内に組織は正常に戻る。他に、感染、血腫、狭い腔内の過度の液圧、注入中の神経および支持組織の切断による局所的な麻酔効果の遷延またはパレステジアなど。
下歯槽神経ブロックの副作用には、緊張感、こぶしの握りしめ、うめき声などがある。
軟組織麻酔の持続時間は、歯髄麻酔よりも長く、しばしば飲食や会話は困難になる。

### 危険性
一時的または永久的な神経損傷のリスクは、神経ブロックの場所や種類によって異なる。
局所麻酔液の注入時に、局所血管を誤って損傷するリスクがある。これは血腫と呼ばれ、患部の痛み、三叉神経痛、腫脹および/または変色を引き起こす可能性がある。傷ついた血管の周囲の組織の密度は、血腫の重要な要因である。後上歯槽神経ブロックまたは翼突下顎ブロックで発生する可能性が最も高い。
肝疾患のある患者に局所麻酔を行うと、重大な結果を招くことがある。重大な肝機能障害では、アミド系局所麻酔薬の半減期が大幅に増加し、過剰投与の危険性が高まるため、患者への潜在的なリスクを評価するために、疾患の徹底した評価を行う必要がある。
局所麻酔剤と血管収縮剤は妊娠中の患者に投与することができるが、妊娠中の患者にあらゆる種類の薬剤を投与する場合は、特に注意せねばならない。リドカインは安全に使用できるが、毒性の強いブピバカインやメピバカインは避けるべきであろう。妊娠中の患者にいかなる種類の局所麻酔薬を投与する前にも、産科医との相談が不可欠である。

### 回復
末梢神経ブロック後の永久的な神経損傷はまれである。症状は、数週間以内に消失する可能性が高い。影響を受けた人の大部分（92％-97％）は、4-6週間以内に回復し、これらの人の99％は、1年以内に回復している。神経ブロックの2,000-5,000回に1回の割合で、ある程度の永続的な神経損傷が生じると推定される。
損傷後、最長で18ヵ月間、症状が改善し続けることがある。
一般的な全身性の副作用は、使用する麻酔薬の薬理作用によるものである。電気インパルスの伝導は、末梢神経、中枢神経系、および心臓において同様のメカニズムに従っている。したがって、局所麻酔薬の作用は、末梢神経における信号伝導に特化したものではありえない中枢神経系および心臓への副作用は、重篤で致死的となる可能性がある。しかし、毒性は通常、適切な麻酔技術を遵守していれば、ほとんど到達しない血漿濃度でのみ発生する。例えば、硬膜外投与または支持組織内投与を意図した用量が誤って血管内注射として投与された場合、血漿中濃度が高まる可能性がある。

### 感情的な反応
患者が緊張や恐怖という形で感情的な影響を受けると、血管迷走神経衰弱につながることがある。これは、投与中の痛みを予期して副交感神経系を活性化し、交感神経系を抑制するものである。その結果、筋肉の動脈が拡張し、循環血液量の減少につながり、脳への血流が一時的に不足することになる。注目すべき症状には、落ち着きのなさ、目に見えて青白く見えること、発汗、および意識喪失の可能性が含まれる。重症の場合は、てんかん発作に似た間代性けいれんを起こすこともある。
一方、投与への恐怖から、呼吸が加速し、浅くなったり、過呼吸になったりすることもある。患者は、手足のしびれ感や軽い頭痛、胸部圧迫感の増大を感じることがある。
したがって、局所麻酔を投与する医療従事者にとって、特に注射の形態では、これらの起こりうる合併症を避けるために、患者が快適な環境にいること、潜在的な恐怖を緩和していることを確認することが極めて重要である。

### 局所麻酔薬中毒
近年は局所麻酔薬の全身毒性(Local Anesthetic Systemic Toxicity: LAST)と表記されることが多い。局所麻酔薬そのものの毒性によって起こる全身症状で、アレルギー反応やアナフィラキシーとは異なる。

## 歴史

### 寒冷麻酔
ドミニク・ジャン・ラレー（1766-1842）はフランスの軍医で、ナポレオン・ボナパルトの「大陸軍」の外科医であり、彼の個人的な主治医でもあった。ラレーは、寒冷による局所麻酔効果（寒冷麻酔）を観察した最初の医師の一人である。1807年2月7日と8日に行われたプロイセンのアイラウの戦いでは、厳しい寒さの中、彼は負傷者の何人かに痛みを訴えられることなく四肢の切断手術を行うことができた。氷点下の気温のため、ラレーの患者の末梢神経は麻痺していたのである。1866年/1867年には、ジョン・スノウの弟子であるベンジャミン・ウォード・リチャードソン（Benjamin Ward Richardson, 1828-1912）とヨハン・バプティスト・ロッテンシュタインも局所麻酔に寒冷（それぞれエーテルスプレーとクロロエチルスプレーによる）を使用している。

### コカの発見と応用
ペルーでは、古代インカ人がコカの葉を覚醒作用に加えて局所麻酔薬として使用していたとされる。奴隷の支払いにも使用されており、スペイン人がコカの葉を噛むことの効果に気づいて利用し、その後のインカ文明の滅亡に一役買ったと考えられている。

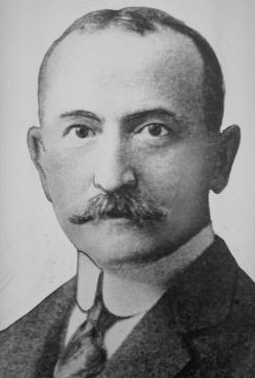
カール・コラー

局所麻酔の臨床応用は、精神分析医ジークムント・フロイト（1856-1939）、眼科医カール・コラー（1857-1944）、レオポルド・コニヒシュタイン（1850-1942）らウィーン学派が発明したとされている。コラーは、後のフロイトとの共同研究において、コカインを味わうと舌が麻酔されることを認識し、1884年にこれを報告した。彼らは、動物実験や人体実験に導入する前に、口腔粘膜での「自己実験」によって、コカインを用いた局所麻酔を導入したのである。動物実験が成功した後、1884年に初めてヒトの眼科手術にコカインを使用した。コカイン溶液を眼球に垂らし、眼球の角膜を麻酔した（表面麻酔）。こうしてコラーは局所麻酔の父とみなされるようになった。彼はこれを局所麻酔（locale Anästhesirung）と呼んだ。

### 神経ブロックの発展
1885年にはアメリカの外科医ウィリアム・スチュワート・ハルステッドとホール博士が、4%のコカインを使って下歯槽神経と前上歯槽神経をブロックする口腔内麻酔法を記載した。初の末梢神経ブロックである。1888年にはマクシミリアン・オベルストが指の伝達麻酔（指神経ブロック（Oberstブロック））を開発した。
ドイツの医師カール・ルートヴィヒ・シュライヒは、1892年6月11日にベルリンで開催されたドイツ外科学会で、希釈したコカイン溶液を用いた浸潤麻酔を実演した。麻酔をかけたい皮膚（後に皮下も）領域に麻酔薬を注入することで、初めて皮膚に覆われた領域の治療が可能になった。テミストクレス・グルック（Themistocles Gluck）は、コカイン溶液を注入することで、1887年までにすでに21件の大手術を局所麻酔で行っていた。
最初に導入された区域麻酔法は、1898年にアウグスト・ビーア（August Bier）（1861-1949）が行った脊髄くも膜下麻酔と1908/1909年の静脈内区域麻酔であった。1903年には、ライプチヒの外科教授ハインリヒ・ブラウン（Heinrich Braun）が開発したアドレナリンが追加され、局所麻酔法は改良された。

### 区域麻酔の開発
20世紀初頭には、腋窩および鎖骨上アプローチによる経皮的注射による腕神経叢ブロックが開発された。腕神経叢麻酔と末梢神経ブロックのための最も効果的で侵襲の少ない方法の探求は、今日まで続いている。ここ数十年、カテーテルや自動ポンプを用いた持続的な局所麻酔が、疼痛治療の方法として発展してきた。
静脈内局所麻酔は、1908年にアウグスト・ビーアによって初めて報告された。この方法は現在でも使用されており、プリロカインのような全身毒性の低い薬剤を使用した場合には、安全である。
脊髄くも膜下麻酔は1885年に初めて行われたが、臨床に導入されたのは1899年で、アウグスト・ビーアが自ら臨床実験を行い、麻酔効果だけでなく、典型的な副作用である穿刺後頭痛を観察したときであった。数年のうちに、脊髄くも膜下麻酔は手術麻酔に広く使用されるようになり、安全で効果的な技術として受け入れられるようになった。現在ではペンシル型（先端鋭利でない）針と最新の薬剤が使用されているが、それ以外は何十年も前からほとんど変化していない。
仙骨からのアプローチによる硬膜外麻酔は20世紀初頭から知られていたが、腰椎からの注入による明確な手技が開発されたのは1921年、フィデル・パヘスが"Anestesia Metamérica"を発表してからのことである。この技術は1930年代から1940年代にかけてイタリアの外科医アキッレ・マリオ・ドリオッティによって広められた。細く柔軟なカテーテルの登場により、連続注入や繰り返し注入が可能になり、硬膜外麻酔は現在でも非常に成功した手技となっている。硬膜外麻酔は手術に多く用いられるほか、産科では陣痛の緩和に特によく用いられている。

### 合成局所麻酔薬の開発
コカインは毒性が高かっため、より毒性が低く、中毒性の低い代替薬の探索により、1903年にエステル型局所麻酔薬であるストバインが、1904年にプロカインが開発されるに至った。その後、アミド型局所麻酔薬である、リドカイン（1943年）、ブピバカイン（1957年）、プリロカイン（1959年）など、いくつかの合成局所麻酔薬が開発され、臨床に使用されるようになった。より近代的な局所麻酔薬としては、1997年に導入されたロピバカインがある。

### 現代日本の状況
日本では、1986年に日本局所麻酔学会が設立されたが、会員数と発表演題数の減少傾向に歯止めがかからず2007年に解散となった。しかし、2014年に日本区域麻酔学会として再び発足し、局所麻酔や区域麻酔の発展を目的として学術活動を行っている。この経緯は、かつては熟練を要したために麻酔効果の不確実性が麻酔科医に敬遠されていた区域麻酔が、超音波診断装置の発達によって可視化され、麻酔科学上の再発展領域となったことによる。